# Madripoor
Madripoor egy kitalált sziget a Marvel Comics képregényeiben. A sziget Délkelet-Ázsiában helyezkedik el a Malaka-szoros déli részén, Szingapúrtól délnyugatra. A sziget először a New Mutants 32. számának oldalain jelent meg 1985 októberében.
Madripoor teljes neve Madripoori Fejedelemség, fővárosa Madripoor. A város két részre osztható; a szegények lakta Alsóvárosra és gazdagok által lakott Felsővárosra. A város egykor kalózkikötő volt, és ezt az örökséget a mai napig hordozza az Alsóváros. Ebben a városrészben a bűnözést erősíti, hogy más országokkal nincs kiadatási egyezménye Madripoornak.
A város egyike az ázsiai és csendes-óceáni térség gazdasági központjainak. A város Központi Üzleti Negyedében található a Bank of Hong Kong és a Bank of Malaysia, a felsőkategóriás Sovereign Hotel és a Hercegi Palota.